# Mores
Mores è un comune italiano di 1 682 abitanti della città metropolitana di Sassari in Sardegna.

## Storia
Rinvenimenti archeologici fanno dedurre che il territorio circostante fosse abitato fin da tempi antichi (3000 a.C.), come testimoniano le domus de janas ("case delle fate") e i vari dolmen, tra i quali spicca quello di Sa Coveccada.
L'area fu abitata anche in epoca nuragica, per la presenza nel territorio di alcuni nuraghi, e in epoca punica e romana, per la presenza di alcune necropoli.

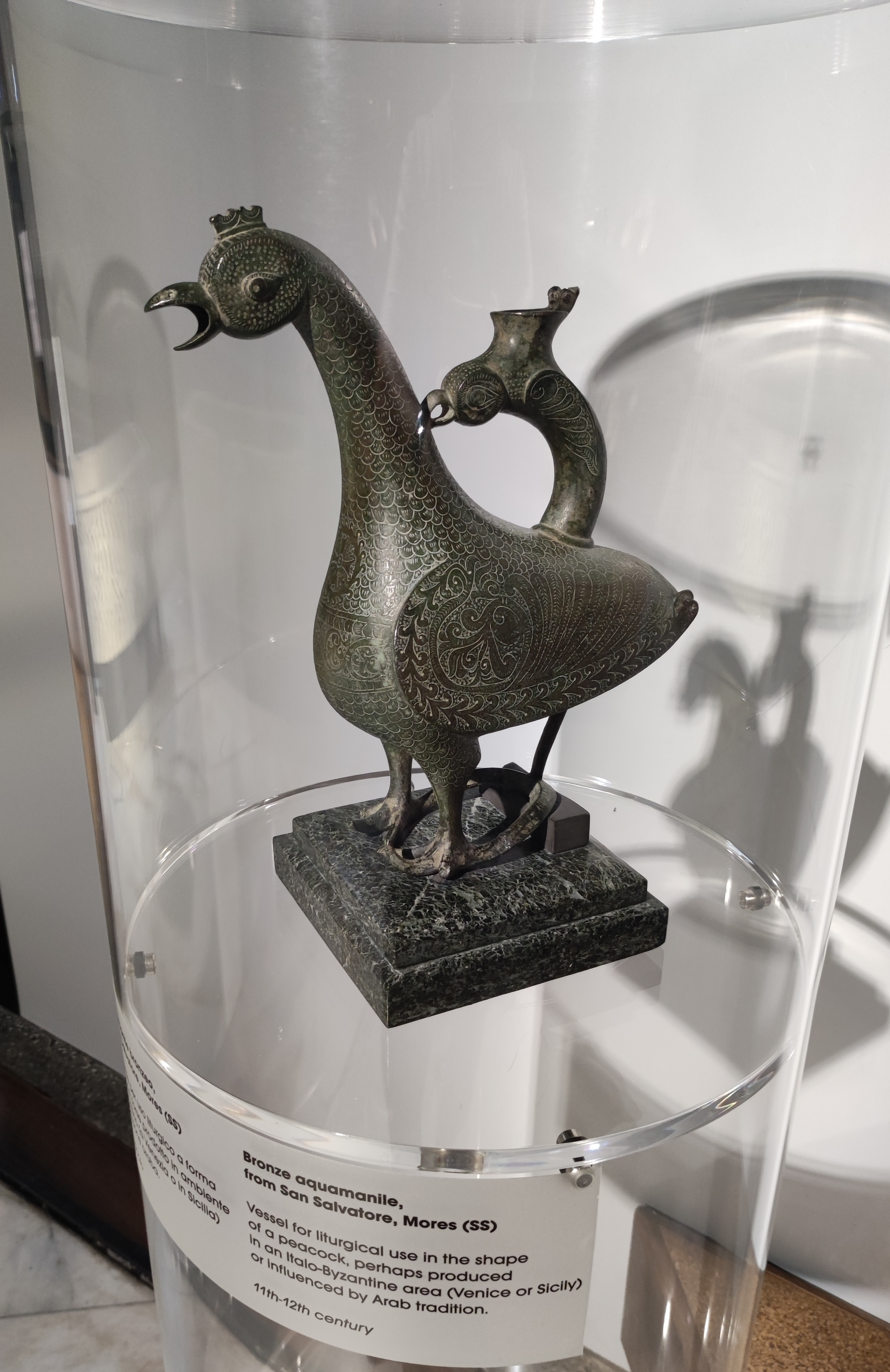
Acquamanile da San Salvatore, museo archeologico nazionale di Cagliari

Nel medioevo appartenne al Giudicato di Torres, e fece parte della Curatoria di Meilogu. Alla caduta del giudicato (1259) passò sotto il dominio della famiglia genovese dei Doria, e successivamente, intorno al 1350, fu conquistato dagli aragonesi.
Nel corso della guerra avvenuta nel 1478 tra il marchese di Oristano, Leonardo Alagon, e il viceré aragonese dell'Isola, Nicolò Carroz, il paese si schierò a favore del primo e ospitò un figlio dell'Alagon, Artaldo, e il visconte di Sanluri, Giovanni De Sena, suo alleato, dopo che essi furono costretti ad abbandonare l'assedio messo al castello di Ardara, allora roccaforte aragonese.
Sconfitto il marchese, Mores tornò agli aragonesi. Nel 1614 fu incorporato nel marchesato omonimo, che venne dato in feudo ad Antonio Manca in quanto sposo di Caterina Virde.
Nel 1795 il paese prese parte alla insurrezione contro i feudatari, e il palazzo degli stessi feudatari venne distrutto.
Il paese fu riscattato agli ultimi signori nel 1839, con la soppressione del sistema feudale.

### Simboli
Lo stemma e il gonfalone del comune di Mores sono stati concessi con decreto del presidente della Repubblica del 17 maggio 1985.
Il gonfalone è un drappo partito di rosso e di azzurro.

## Monumenti e luoghi d'interesse

### Architetture religiose

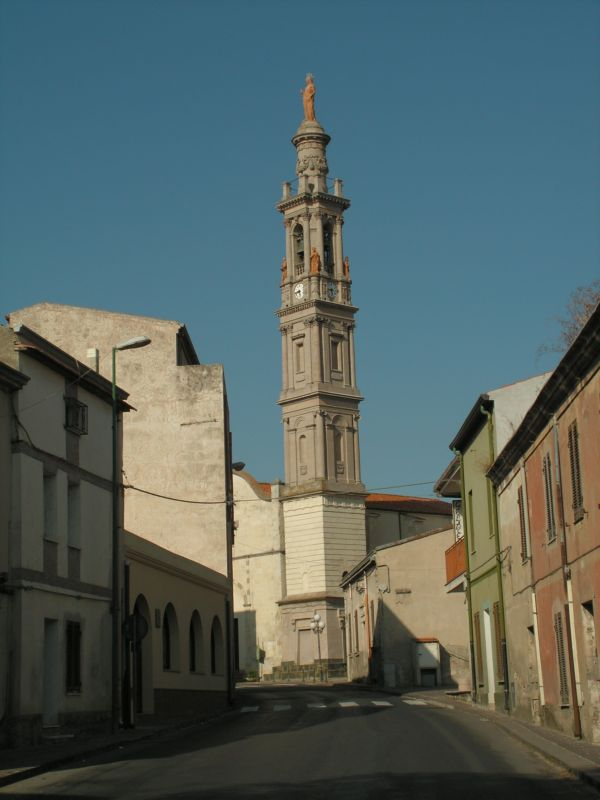
Il campanile della chiesa parrocchiale

Al centro del paese sorge la chiesa parrocchiale di Santa Caterina coll'imponente campanile, progettato dall'architetto morese Salvatore Calvia Unali, padre del celebre poeta sassarese Pompeo Calvia, che rappresenta una delle più belle realtà del Neoclassicismo sardo; con i suoi 47 metri di altezza inoltre è la torre campanaria più alta dell'isola.
Da segnalare anche il convento settecentesco dei frati cappuccini con adiacente la chiesa di Sant'Antonio e la chiesa di Santa Croce.
Nell'agro si trovano le chiese di San Giovanni Battista, Santa Lucia di Lachesos e Nostra Signora di Todorache.

### Siti archeologici
- Dolmen di Sa Coveccada

• Il ponte romano
• Domus de Janas

### Aree naturali
- Oasi delle Steppe Sarde

## Società

### Evoluzione demografica
Abitanti censiti

### Lingue e dialetti
La variante del sardo parlata a Mores è quella logudorese settentrionale.

## Economia
L'economia del paese si regge prevalentemente sulla pastorizia. È da segnalare a questo proposito la Cooperativa Allevatori di Mores (C.A.M.), conosciuta e apprezzata per la qualità dei suoi prodotti che esporta in tutto il mondo.

## Amministrazione
| Periodo         | Periodo         | Primo cittadino       | Partito                           | Carica  | Note   |
| --------------- | --------------- | --------------------- | --------------------------------- | ------- | ------ |
| 6 giugno 1993   | 27 aprile 1997  | Domenico Serra        | lista eterogenea                  | Sindaco | [ 8 ]  |
| 27 aprile 1997  | 13 maggio 2001  | Domenico Serra        | liste civiche di centro-sinistra  | Sindaco | [ 9 ]  |
| 13 maggio 2001  | 28 maggio 2006  | Pasquino Porcu        | lista civica                      | Sindaco | [ 10 ] |
| 28 maggio 2006  | 15 maggio 2011  | Pasquino Porcu        | lista civica                      | Sindaco | [ 11 ] |
| 15 maggio 2011  | 5 giugno 2016   | Antonio Demartis      | lista civica "Mores"              | Sindaco | [ 12 ] |
| 6 giugno 2016   | 11 ottobre 2021 | Giuseppe Ibba         | lista civica "Unidos Pro Sa'Idda" | Sindaco | [ 13 ] |
| 11 ottobre 2021 | in carica       | Enrico Euclide Virdis | lista civica "Nuova realtà Mores" | Sindaco | [ 14 ] |

### Gemellaggi
- Santa Giuletta

## Sport

### Impianti sportivi

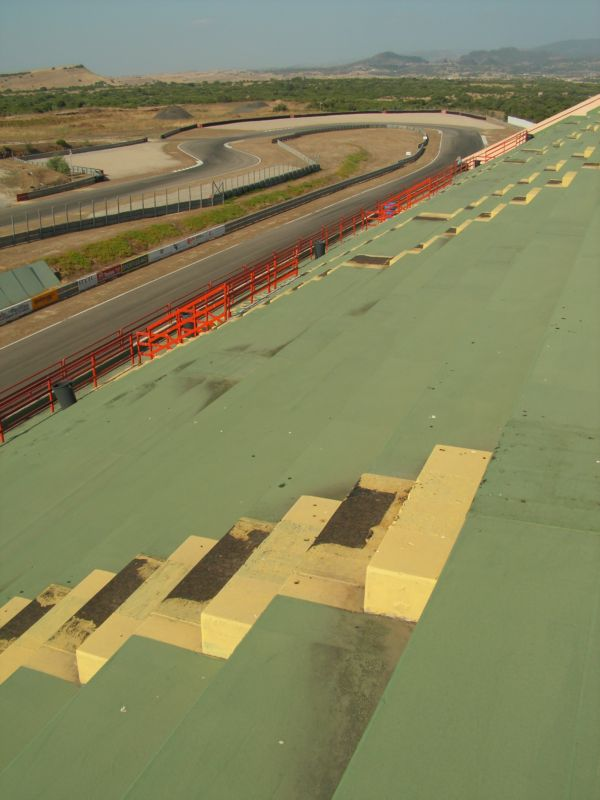
L'autodromo "Franco di Suni" di Mores

Nel territorio comunale è presente l'autodromo nazionale "Franco di Suni", in località Su Sassu. Il circuito, nato da un'idea di Uccio Magliona, è stato inaugurato il 15 marzo 2003. Il 23 luglio 2006 ha ospitato il Gran Premio di Sardegna, prova valida per il Campionato mondiale Supermoto S1.